# Felice Centini
Felice Centini (né en 1562 à Ascoli Piceno, dans les États pontificaux, et mort le 24 janvier 1641 à Macerata), est un cardinal italien de l'Église catholique de la XVIIe siècle, nommé par le pape Paul V. Il est membre de l'ordre des frères mineurs.

## Biographie
Felice Centini exerce des fonctions au sein de l'Inquisition et est procurateur général de son ordre.
Le pape Paul V le crée cardinal lors du consistoire du 7 août 1611. Le cardinal Centini est élu évêque de Mileto en 1611 et est consacré le 2 octobre de la même année par Paul V avec comme co-consécrateurs Giovanni Garzia Millini et Michelangelo Tonti. Il est transféré au diocèse de Macerata et Tolentino en 1613. Il participe au conclave de 1621, lors duquel Grégoire XV est élu pape et au conclave de 1623 (élection d'Urbain VIII).